# Banksia sessilis
Banksia sessilis är en tvåhjärtbladig växtart som först beskrevs av Joseph Knight, och fick sitt nu gällande namn av A.R.Mast & K.R.Thiele. Banksia sessilis ingår i släktet Banksia och familjen Proteaceae.

## Underarter
Arten delas in i följande underarter:
- B. s. cordata
- B. s. cygnorum
- B. s. flabellifolia